# Молёбка
Молёбка (в XVIII — начале XX века — Молёбский завод, Молёбское) — село в Кишертском районе Пермского края, с января 2006 года — в составе Осинцевского сельского поселения. Расположено на реке Сылва в месте впадения в неё реки Молёбка. Население — 314 чел. (2016).
Основано в 1779 году как рабочий посёлок при Молёбском заводе А. Г. Демидова. После закрытия завода в начале XX века постепенно пришло в упадок. В конце XX века получило известность как одно из мест предполагаемой паранормальной активности.

## Происхождение названия
Получило современное название в начале XX века по реке Молёбка, у устья которой расположено село. Название реки, в свою очередь, происходит от молебного камня — места религиозных обрядов древних манси (вогулов), находившегося на берегу выше по течению реки Сылвы.
С момента основания и вплоть до начала XX века село являлось местом жительства рабочих Молёбского завода и носило название Молёбский завод или Молёбское. Река Молёбка поначалу также именовалась Молёбной; современный гидроним употребляется с начала XIX века.

## История
По ряду сведений, первобытные люди селились в бассейне реки Сылвы не менее чем 20 тысяч лет назад. Об этом говорят найденные здесь городища и места стоянок первобытного человека. Кочевые оленеводы манси (вогулы), передвигавшиеся в осеннее время на север Урала, издревле останавливались недалеко от устья Молёбки, выше по течению Сылвы, где у камня на высоком берегу реки совершали жертвоприношения своим божествам, чтобы сохранить стадо в зимний период. Появившиеся позднее на Урале славяне стали называть это место Молёбным. В XV веке сюда переселились татары, приняв оседлый образ жизни.

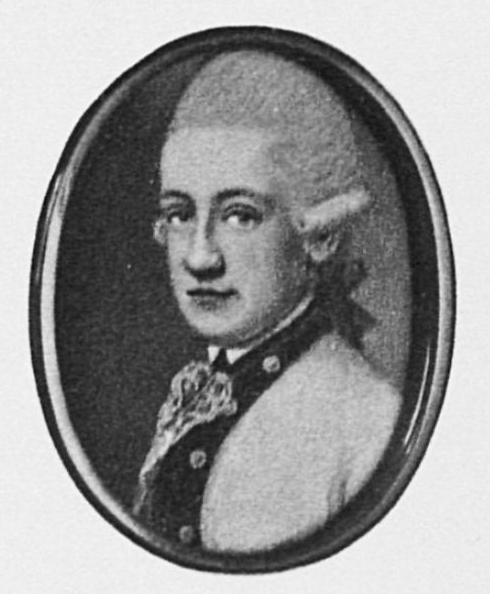
А. Г. Демидов — основатель Молебского завода

В 1730-х годах горнозаводчик Акинфий Демидов основал на реках Кунгурского горнозаводского округа несколько медеплавильных и железоделательных заводов, в том числе Суксунский и Тисовский на Сылве; центром заводского округа стал Суксун, а заводы стали называть Суксунскими. В 1757 году заводы отошли сыну Акинфия Никитича Григорию, а после смерти последнего достались в 1765 году по разделу наследства старшему из трёх его сыновей — Александру Григорьевичу Демидову.
В 1775 году Суксунская контора донесла Демидову, что унтер-шихтмейстер Егор Кузнецов обнаружил близ впадения в Сылву небольшой речки Молёбной залежи железных руд и нашёл это место пригодным для строительства нового завода. Марийская община, которой в то время принадлежали эти земли, запросила за них высокую цену и в том же 1775 году на место выехал сам А. Г. Демидов, которому удалось заключить с марийцами сначала договор аренды, а спустя четыре года выкупить земли. Получив земли, Демидов несколько раз обращался в Берг-коллегию с просьбой о разрешении сооружения нового доменного и молотового завода, но неизменно получал отказ — как оказалось, на строительство на Молёбной завода уже были поданы заявки от других лиц. Наконец, в 1784 году Александр Григорьевич добился искомого разрешения и приступил к строительству завода.
К 1787 году речку Молёбную перегородили плотиной длиной в 90 саженей (ок. 191,7 метров), вырыли большой пруд (ок. 58 га), построили доменную печь, 8 кричных горнов и 4 кричных молота; 18 октября 1787 года на Молёбском заводе, получившем название по реке Молёбной, состоялась первая плавка чугуна. Неподалёку от завода располагались рудники — вертикальной шахтой рабочие опускались до месторождения, а затем вели горизонтальную выработку породы; выработав часть месторождения вокруг одной шахты, рядом пробивали другую. С запада, севера и востока Молёбский завод граничил с владениями принадлежащих Демидову Суксунского и Тисовского заводов, с юга его окружали казённые земли.
Ещё до получения официального разрешения на строительство завода, на берегах Молёбной и Сылвы начали возведение домов для рабочих — 1779 год считается датой основания современной Молёбки. Однако краеведы указывают и другие, более поздние даты основания села: 19 февраля 1784 года (дата получения разрешения на строительство завода) и 18 октября 1787 года (дата первой плавки чугуна).
Как и само предприятие, поселение заводских рабочих называлось Молебским заводом. Первыми жителями посёлка стали крепостные, которых перевели сюда с других демидовских заводов — из Суксуна, Быма, Ашапа и Тиса. Вместе с ростом объёмов производства на заводе быстро увеличивалась и численность населения посёлка. К 1792 году в Молёбском заводе жило 1536 человек. По описанию 1804 года, кроме доменной печи и двух железоделательных фабрик в посёлке находились «2 каменные сторожки, 4 сарая для припасов и 2 для угля, 3 магазина, 5 амбаров, кузница с 8 горнами, контора и господский дом с принадлежащими к ним строениями, и конюшенной двор, также кирпичный сарай с обжигательною печью». В 1806 году посёлок при заводе стал селом, в связи с освящением построенной в 1806 году Свято-Троицкой церкви.
После смерти А. Г. Демидова заводом и крепостным селом владел его сын Григорий Александрович, при котором Молёбский завод пришёл в упадок — производство металлов сократилось почти вдвое, что было вызвано финансовыми затруднениями самого Демидова, неблагоприятной рыночной конъюнктурой и нехваткой воды: воды Молёбки не могли обеспечить круглогодичной работы завода и кричные фабрики действовали порой только по 8 месяцев в году. Пытаясь исправить положение, Демидов получил у банков и частных лиц ряд крупных займов, заложив в их обеспечение Молёбский и другие Суксунские заводы и несколько тысяч ревизских душ мастеровых при них. После смерти Г. А. Демидова во владение Суксунскими заводами вступили его сыновья — Александр, Пётр и Павел Демидовы. Поначалу управлять заводами стал старший из братьев Александр Григорьевич, которому удалось наладить производство и несколько исправить бедственное положение заводов. Однако, в 1833 году, после неудачной попытки продать заводы казне, он отказался от них в пользу младших братьев. Оказавшись во владении Петра и Павла, никогда не занимавшихся горным делом, Суксунские заводы быстро оказались на грани банкротства. Направленный сюда в 1834 году горный чиновник нашёл предприятия «в самом затруднительном положении» и сделал заключение, что «они без особого пособия действовать не могут». В июне 1834 года доменная печь Молёбского завода была остановлена.
Долги Демидовых по займам, полученным их отцом под залог Суксунских заводов и крепостных при них, стремительно росли (долг одному только Заёмному банку достиг 1,7 млн рублей), а дохода заводы практически не приносили. По отчёту Горного правления, средств было недостаточно «не только для своевременной выплаты заработков рабочим, но и для заблаговременной закупки провианта и других заводских припасов». Осознавая критическую ситуацию, Пётр и Павел Демидовы подали Николаю I прошение об установлении над ними попечительства. В 1835 году прошение было удовлетворено. Попечительству, в состав которого в разное время входили А. Я. Лобанов-Ростовский, Е. Г. Энгельгардт, П. И. Кутайсов, А. Х. Бенкендорф, Д. Н. Замятнин, удалось привлечь дополнительные средства и модернизировать ряд Суксунских заводов, включая Молебский, где перестроили домну и ввели нагретое дутьё при кричных горнах, что обеспечило некоторый рост производства. Несмотря на это ситуация на Суксунских заводах продолжала оставаться тяжёлой.
В 1848 году Демидовы передали свои заводы за долги в управление созданному московскими купцами и банкирами «Товариществу Суксунских заводов». В это время в Молёбском заводе было 519 дворов и 2902 жителей. К концу 1850-х годов дело стало налаживаться — на самом заводе постоянно работала одна домна и две железоделательных фабрики, а население заводского посёлка выросло к 1858 году до 3226 человек. В посёлке работала аптека, при которой постоянно находился лекарский ученик, оказывавший жителям первую врачебную помощь; тяжёлых больных отправляли в заводской госпиталь в Суксун. Уже в начале 1860-х годов завод вновь стал переживать кризис: с ростом цены на чугун начал сокращаться выпуск продукции, из 1600 рабочих завода к 1862 году осталось лишь 300 человек. Вскоре завод был передан в казённое управление.

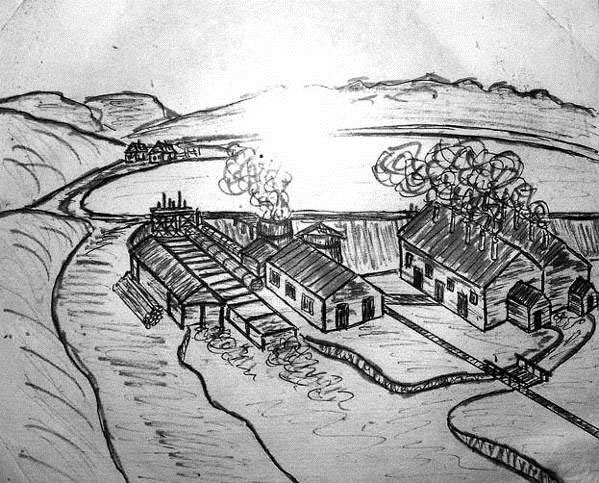
Молебский завод и посёлок при нём в 1870-х годах. Рисунок неизвестного автора

По описанию Х. Мозеля, «Дома мастеровых состоят из избы и одной или двух горниц, строятся всегда вдоль улицы. Внутри дома содержатся, по большей части в опрятности»
В селе начали случаться крупные драки, стало процветать воровство; к жителям приклеилось два прозвища — «молёбские воры» и «худоумная молеба». Посетивший эти места в 1875 году писатель и путешественник Василий Немирович-Данченко так описал свои впечатления от Молёбского завода:

Казённые заводы или совсем ничего не делают, или уменьшили производство.<…> в Молебском, на котором прежде питалось 2000 населения, теперь ни одна труба не действует. Все окружающие этот завод крестьяне без средств. Недоимки растут, поэтому волостные правления не выдают паспортов, следовательно, и на стороне ничего не найдёшь, — идти без вида некуда.<…> Так как земля бесплодная, крестьяне её отказываются брать вовсе. «Что нам с ней делать!» — говорят они. Некогда славившейся честностью, теперь они известны по всему округу под лестным именем «Молебские воры». У себя не воруют — нечего; у других — постоянно. Рецидивисты в каждой хатёнке.<…> Когда молебского крестьянина посылают за воровство в острог, он падает на колена. — Спасибо, кормилец! Дай тебе Бог! — благодарят они следователя. — Хотя покормимся там!

В 1887—1890 годах завод вновь перешёл во владение Демидовых. По переписи 1891 года в селе имелось 585 дворов, 3693 жителя, две церкви, 5 лавок, народное училище и земская школа. В Молёбскую волость кроме посёлка при заводе входило ещё 17 населённых пунктов с населением 4730 человек.

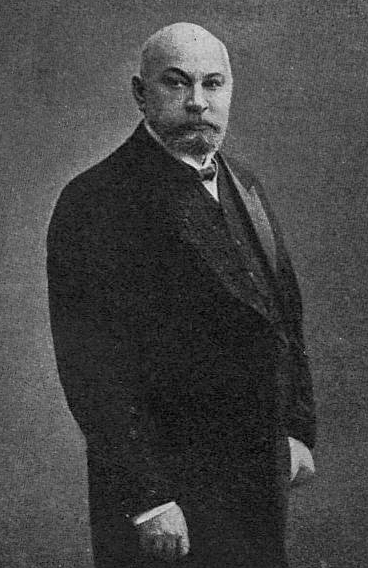
Управляющий Суксунскими заводами И. Г. Каменский

В 1869 году в селе имелась пристань, было волостное правление и 5 лавок.
В 1893 году Суксунский, Молёбский и Тисовской заводы выкупили наследники братьев Фёдора и Григория Каменских, которые объединили их в одном предприятии, получившем название «Заводы Суксунского братьев Каменских округа». Под управлением Ивана Григорьевича Каменского Молёбский завод был модернизирован и производство быстро росло вплоть до начала XX века. Во время экономического кризиса 1900—1903 годов производство чугуна стало убыточным и в 1904 году производство на Молёбском заводе было окончательно остановлено (по другим данным — в 1907 году).
Часть бывших рабочих Молёбского завода ушла на другие заводы Каменских, другие занялись земледелием, строили на молёбской пристани барки, сплавляли лес, нанимались бурлаками, работали на открытом И. Г. Каменским лесопильном заводе; некоторые жители расселились по близлежащим хуторам. В 1908 году село насчитывало 792 двора и 3968 жителей; здесь были открыты врачебный пункт и больница.
В 1884 году в волости проживало 4172 человека. Молёбский завод стал центром экономического, социального и культурного развития не только заводского поселения, но и окрестных деревень. Ежегодно здесь проводились три трёхдневные ярмарки: Богоявленская 6 января, велась торговля съестными припасами, которых привозилось до 40 возов; Троицкая весной велась торговля съестными припасами, которых привозилось до 30 возов и продавалось на сумму до 400 рублей; Покровская 1 октября продавали съестные припасы, которых привозилось до 30 возов и реализовывалось на сумму до 400 рублей. Кроме того, в селе постоянно торговало до 18 лавок — магазинов, работала земская школа, земский фельдшер, госпиталь на 4 койки, аптека.
В 1897 году в России прошла перепись населения. В Молёбской волости было учтено 4215 человек.
В начале XX века здесь действовал лесопильный завод. В 1910 году в Молёбке проживало 3968 человек, которые преимущественно занимались торговлей, ремеслом и земледелием.
В период Гражданской Войны в окрестностях Молёбки происходили ожесточённые сражения. Белые пытались захватить станции Шумково и Тулумбасы, взорвать пути, чтобы отрезать Шалю от Кунгура. Два дня шли бои около станции Кишерть. К декабрю 1918 года были захвачены Кунгур и Пермь. Только к лету Красная Армия смогла перейти в контрнаступление и 5 июля 1919 года Молёбка была освобождена. О боях в годы Гражданской войны свидетельствует памятник.

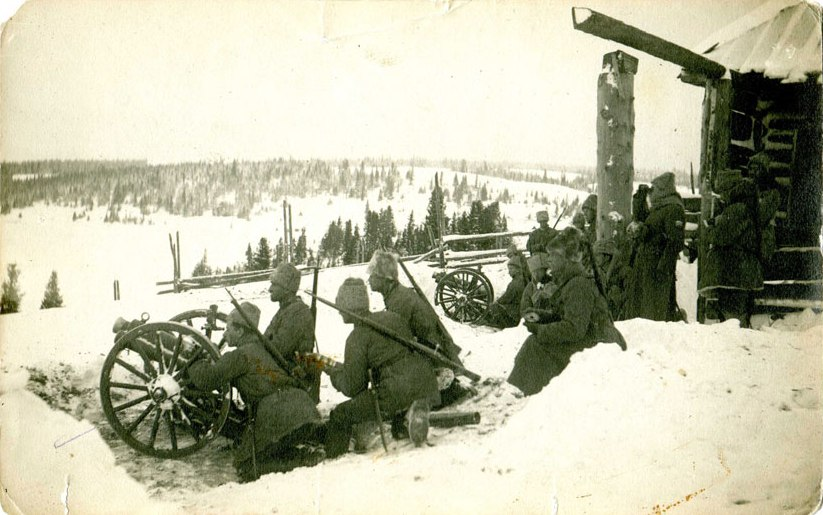
Бой в с. Молёбка

В 1926 году население составило 2373 человека, село входило в состав Шамарского района, где было самым крупным населённым пунктом. В 1924 году в Молёбке была создана для инвалидов войны артель «Старатель», выпускавшая венские стулья. С 1928 года работала сыродельная артель. В 1929 году началось раскулачивание, многие уехали из села и оно опустело, а в 1930 году созданы колхозы им. Калинина и им. Куйбышева, которые в 1943 году объединились, а в 1954 году колхоз им. Калинина объединился с сельхозартелями им. Чапаева и «Красный Урал» (с 1963 года — колхоз им. Куйбышева).
С началом Великой Отечественной войны в 1941 году в Молёбку эвакуировали 200 детей из детского дома в Ярославской области и ленинградского детсада-интерната № 15. Более 500 жителей села ушли на фронт, дошли до Праги и Берлина. В 1944 году уроженцу Молёбки В. М. Алексееву было посмертно присвоено звание Героя Советского Союза.
В 1965 году в День Победы в селе открыли обелиск вечной славы и памяти погибшим в Великой Отечественной войне. В сентябре 1969 года во вновь построенном здании начал работу дом культуры. В 1970 году Постановлением Совета Министров РСФСР на базе колхоза им. Куйбышева был образован совхоз «Молёбский». В апреле 1975 года в селе начали строительство новой школы; уже 1 сентября 1976 года в новом здании начались занятия
Указом Президиума Верховного Совета СССР от 22 марта 1966 года медалью «За доблестный труд» была награждена Валентина Ивановна Антипина, доярка колхоза «им. Куйбышева».
В январе 1988 года Молёбскую вспомогательную школу-интернат перевели в село Посад, в связи с чем изменили её название на Посадскую.
В 1989 году в селе проживало 560 человек, в школе уже училось мало детей. В 1990-х годах из Молёбки уехало много народу. Если в 1993 году население было 554 человека, то уже в 2004 году — 393 человека.
В 1991 году Молёбский сельский совет реорганизован в Молёбскую сельскую администрацию. В 1994 году 26 сентября распался совхоз «Молёбский», в тот же день было создано ТОО «Урал» (постановление № 215 от 26.09.1994 г.) и ТОО "Молёбское". В 1996 году здесь прошёл Межрегиональный симпозиум по природно-космическим аномалиям, проблемам экологии и выживания человечества.
В 2000 году были ликвидированы ТОО «Урал» и ТОО "Молёбское", созданные в 1994 году.
В 2005 году в селе было три магазина, администрация сельсовета, школа (26 учащихся), детский сад посещали 5 человек, садик реорганизован в структурное подразделение школы, как дошкольное отделение и был переведён в здание школы. В 2006 году детский сад и школа были закрыты, администрация сельсовета упразднена. В селе велась беспорядочная рубка леса.
В январе 2006 года Молёбский сельский совет был упразднён и вошёл в Осинцевское сельское поселение, как Молёбская территория. Населённые пункты вошли в состав Осинцевского сельского поселения.
7 апреля 2008 года деревня Лягушино Молёбского с/с была снята с учёта. В 2008 году в селе числилось 319 человек. 7 августа 2009 года прошёл фестиваль «Песни и сказы долины камней». В 2010 году на домах были повешены таблички с номерами домов и названиями улиц.
В 2011 году в Молёбке был установлен памятник «русскому инопланетянину», а в июле 2013 года — памятник Молёбскому заводу «Молёбский гвоздь» (скульптор И. И. Сторожев).
9 июня 2014 года был освящён Поклонный крест возле кладбища.
26 июля 2014 года проходил межрегиональный этно-футуристический фестиваль «М-ский треугольник: миф и реальность», село посетил губернатор Пермского края В. Ф. Басаргин, в тот же день прошёл юбилей Молёбки, селу исполнилось 235 лет, тогда же и состоялось торжественное открытие нового фельдшерского пункта, в старом фельдшерском пункте организовали краеведческий музей.
28 февраля 2015 года во 2-й раз прошли соревнования «Молёбская лыжня» .
11 апреля 2016 года на сходе было принято решение о создании прихода. В том же месяце начата расчистка разрушенной Свято-Троицкой церкви. К сентябрю храм полностью очищен.
С июня 2016 года специалист Молёбской администрации — Игорь Владимирович Утёмов. Николай Ильич Алексеев вышел на заслуженный отдых.
Осенью 2017 года Молёбская сельская администрация и библиотека переехали в здание  сельского клуба.

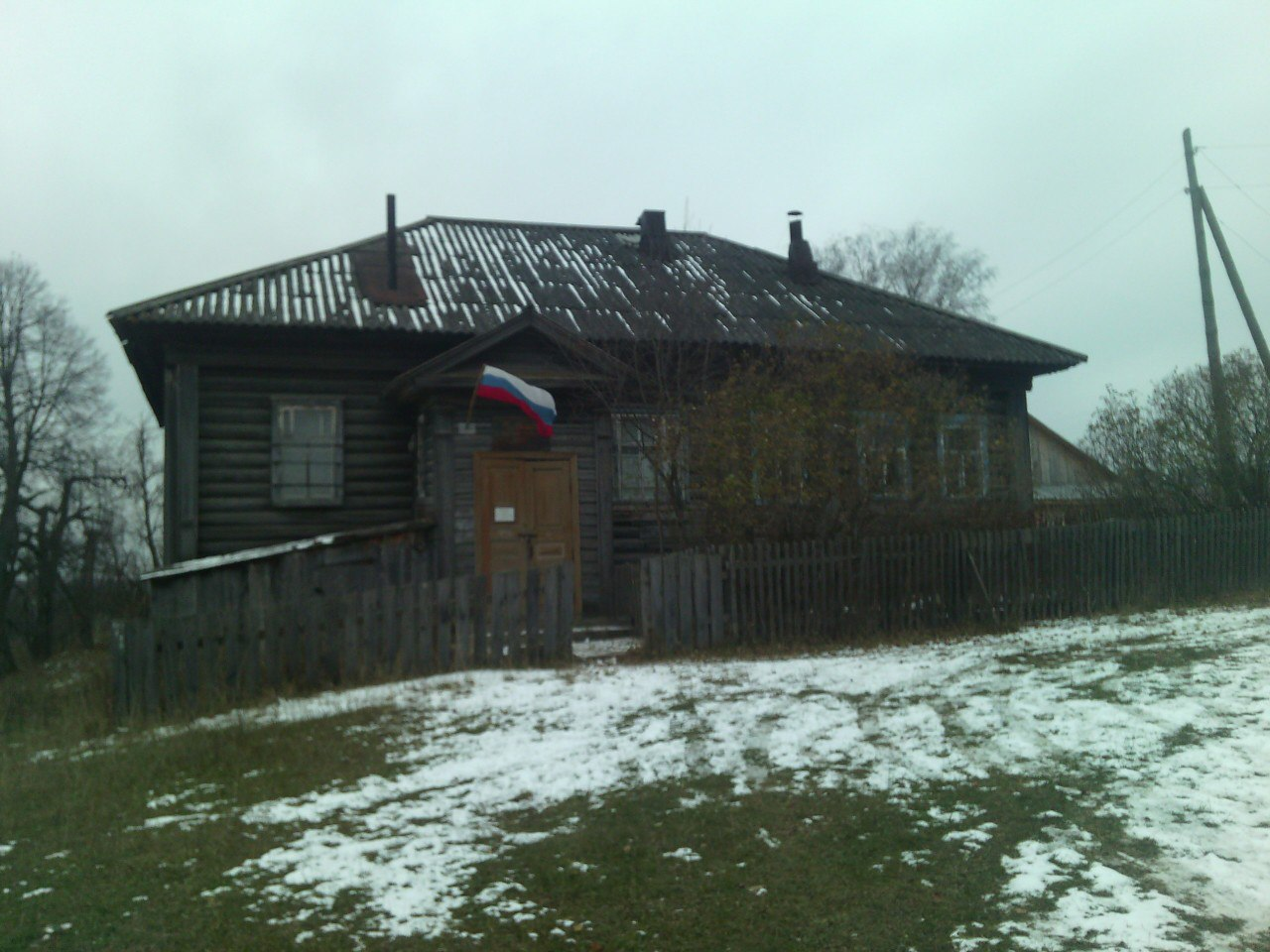
В октябре администрация Молёбской территории и библиотека переехали в бывший ФАП

## Физико-географическое положение

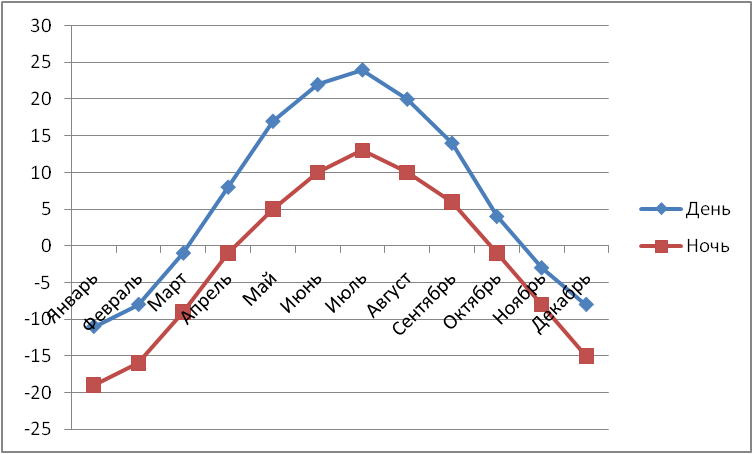
На графике показана среднегодовая температура в с. Молёбка

Село находится на границе Кишертского района с Шалинским городским округом Свердловской области. Территория села занимает 208 га. Молёбка расположена на 2-х горах, которые разделяет река Молёбная. Населённый пункт находится на краю Осинцевского сельского поселения и считается самым отдалённым от райцентра. Северная граница идет по реке Молёбка, западная по реке Иштигановка, южная по реке Сылва и восточная по застройке села. Расстояние до города Перми — 170 км; до районного центра — села Усть-Кишерть — 53 км, до ближайшего города — Кунгур — 90 км; до ближайшего села Осинцево — 21 км; до ближайшей деревни Ишимовка — 8 км. До ближайших населённых пунктов Свердловской области: до посёлка Шамары — 26 км, до посёлка Шутём — 18 км. Село, как и весь Пермский край, живёт по екатеринбургскому времени. В сельском поселении село отмечается, как 2-й административный центр поселения.
Гидрография
В Молёбке имеется пруд, точнее его остатки (при постройке пруд был размером 58 га, в советское время он стал ещё больше, но в 1980 году из-за ремонта плотины он был спущен, в настоящее время его глубина составляет 1,5 м и его площадь менее 30 га). В окрестностях села много малых речек и их притоков — Молёбная, Иштигановка, Ильма и другие. Крупная река — Сылва.
Климат

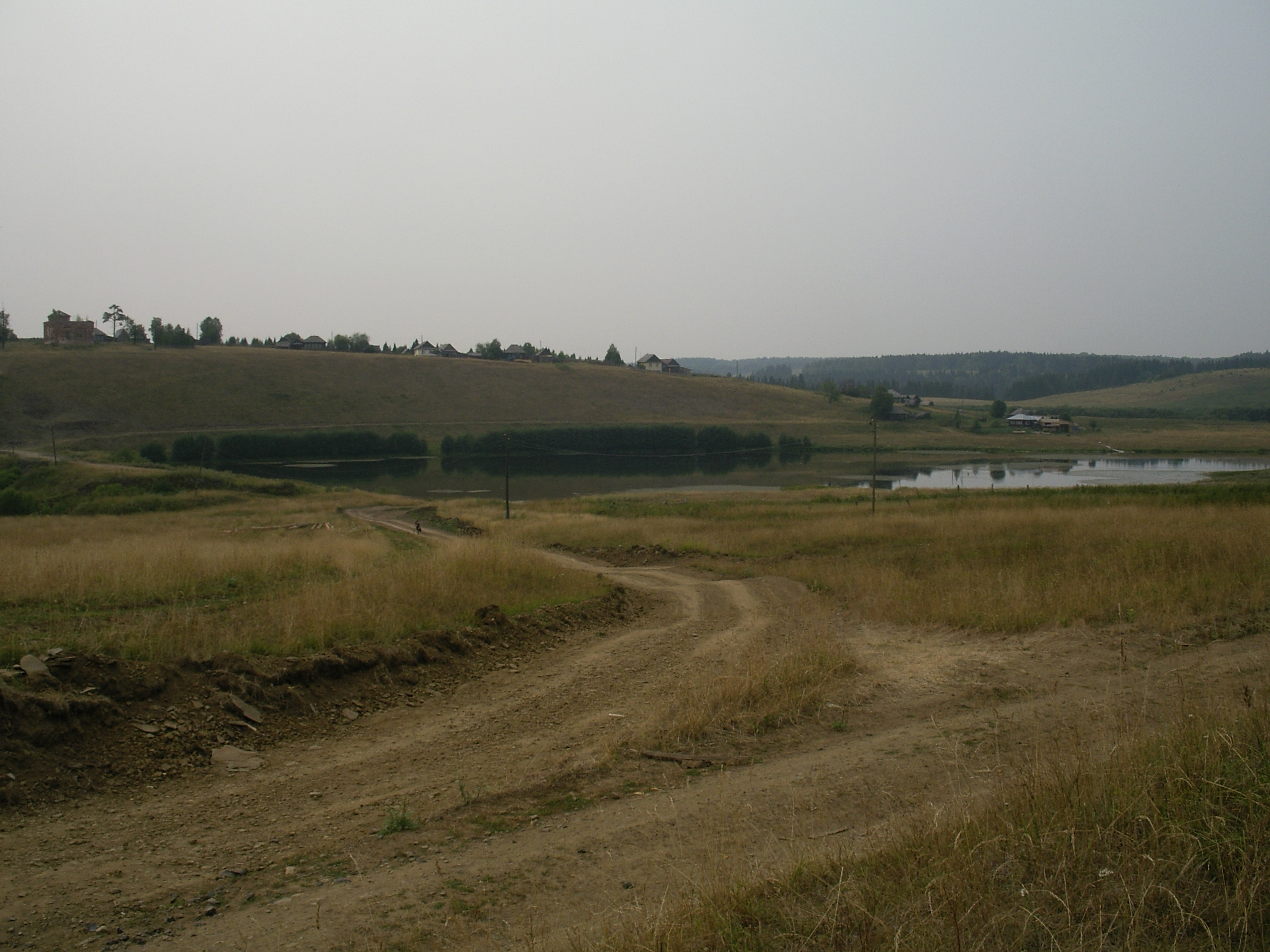
Пруд в Молёбке

Климат региона умеренно континентальный, с продолжительной холодной и довольно многоснежной зимой и сравнительно коротким умеренно теплым летом. Основные метеорологические характеристики территории приводятся по данным метеостанции Кунгур, а также используются дополнительные сведения согласно СНиП 23-01-99 «Строительная климатология».
Средняя температура самого холодного месяца года −17,3 °C, средняя максимальная температура самого жаркого месяца +24 °C. Абсолютный минимум температур может достигать в январе −51 °C, абсолютный максимум в июле + 37 °C.
Зима на рассматриваемой территории суровая и продолжительная, со значительным снежным покровом. Устойчивые морозы наблюдаются с середины ноября до третьей декады марта. Высота снежного покрова в среднем за зиму составляет около 40 см, но в особо снежные зимы может достигать 60 см и более. Средняя продолжительность устойчивого снежного покрова 170 дней.
Смена теплого и холодного периодов обуславливается переходом температуры воздуха через 0 °C. Этот переход весной происходит в начале-середине апреля, осенью в третьей декаде октября. Весной вторжения арктического воздуха повсеместно вызывают заморозки, которые прекращаются в конце мая.
Лето наступает в середине мая и продолжается до середины сентября, когда начинаются осенние заморозки.
Ветровой режим формируется под влиянием циклонов и антициклонов, образующихся над Северной Атлантикой и континентом Евразии. Согласно средним многолетним данным по метеостанции Кунгур, преобладающее значение имеют ветра южного и юго-западного направлений. относится к зоне достаточного увлажнения. Среднее годовое количество осадков по многолетним наблюдениям составляет 532 мм. В течение года распределение осадков неравномерно. Максимальный слой суточных осадков за тёплый период равен 70 мм.

## Население
| 1792 | 1869  | 1873  | 1910  | 1926  | 1959  | 1963 |
| ---- | ----- | ----- | ----- | ----- | ----- | ---- |
| 1536 | ↗3352 | ↘3127 | ↗3968 | ↘2373 | ↘1207 | ↘870 |
| 1969 | 1989  | 1993  | 1996  | 1998  | 2000  | 2004 |
| ↘800 | ↘560  | ↘554  | ↗564  | ↘526  | ↘411  | ↘393 |
| 2008 | 2010  | 2011  | 2012  | 2013  | 2015  | 2016 |
| ↘319 | ↘282  | →282  | ↗315  | ↗317  | ↘308  | ↗314 |

В 2000 году население значительно уменьшилось после банкротства совхоза. Основная масса жителей сельского поселения сосредоточена не только в с. Осинцево — 31,4 %, но и в Молёбке — 12,6 %
Гендерный состав
1869 год — в селе было учтено 305 дворов и 3352 человека (1717 женщин и 1635 мужчин).
2010 год — перепись населения учла 282 человека (145 мужчин и 137 женщин).
Занятость
Население преимущественно занимается сельским хозяйством и земледелием. В 1994 году совхоз был ликвидирован. В начале 2000-х годов здесь шла беспорядочная вырубка делового леса. В настоящее время работы в селе нет, у многих есть своё личное подсобное хозяйство, функционирует частная пилорама.

## Связь и СМИ
В начале XXI века село было телефонизировано. С 27 декабря 2013 года в селе имеется сотовая связь, обеспечиваемая оператором «Ростелеком». Возможность пользования альтернативной связью — сотовой, привела к тому, что в последние годы количество домашних телефонов снизилось. На территории поселения работают операторы сотовой связи Мегафон, МТС, Utel. В 2012 году в Молёбке было 48 домашних телефонов, свободных номеров — 27.
У многих жителей Молёбки имеются спутниковые тарелки. Телевизионное вещание осуществляется каналами ОРТ, РТР, Культура, НТВ, ТНТ, ТВ-3.
В селе есть отделение почтовой связи. Основным источником информации о жизни района для жителей посёлка является районная газета «Сылвенские Зори».

## Социально-бытовое обслуживание
Предприятия торговли, представленные магазинами индивидуальных предпринимателей, расположены в селе. Тут же находятся обслуживающие жителей посёлка дом культуры, библиотека. Отделение Сбербанка России и Росгосстраха находятся в административном центре Осинцевского сельского поселения. Медицинское обслуживание жителей Молёбки обеспечивают Молёбский фельдшерско-акушерский пункт и Кишертская центральная районная больница.
В селе есть пожарное депо (ДПК Пермского края). Автодорога, связывающая село с райцентром и центром поселения, находится на балансе администрации поселения и района.
Для захоронения умерших молёбцев используется, как правило, кладбище (1 га) в западной части села, на Липовой горе (так её называют жители).
Газоснабжение баллонами (ежемесячно). Отопление в основном печное.
Электроснабжение
Электроснабжение осуществляется от системы предприятия «Пермэнерго» через распределительный пункт «Осинцево». Длина электросетей составляет 26 км, всего 10 трансформаторов. Мощность ТП (кВ*А) — 1160 кВ. Осенью 2013 года в Молёбке была модернизирована существующая система уличного освещения: ул. Верхняя, Нижняя, Средняя, Петухово, Заключ.
Водоснабжение
В Молёбке есть централизованное водоснабжение. Есть 2 артезианские скважины. Качество воды соответствует СанПин, нет утверждённых зоны санитарной охраны I—III поясов. Протяженность водопроводных сетей составляет 6732 метра. Материалы труб — сталь, чугун, полиэтилен. Смотровых колодцев — 13 штук, водоразборных колонок — 5 штук. Бурение скважин и строительство водопроводных сетей происходило в с. Молёбка в 1977—1985 годах. С 2017 года услуги по водоснабжению оказывает Кишертское МУП "Теплоэнерго", водопроводные сооружения находятся в их собственности. Вода из подземных источников без водоподготовки расходуется как для хозяйственно-питьевого водоснабжения, так и для производственных нужд. Забор воды производится из артезианских скважин. Водозаборы оборудованы водонапорными башнями «Рожновского». В селе наряду с пресными вскрыты солоноватые воды..

## Транспорт

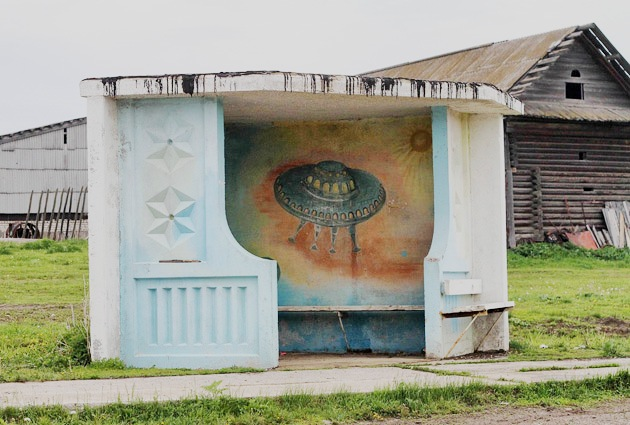
Остановка в Молёбке

С начала 2006/07 учебного года для перевозки обучающихся из села Молёбка был открыт маршрут движения автобуса Осинцевской средней школы КАВЗ маршрута «Молёбка-Паруново-Осинцево» и «Осинцево-Паруново-Молёбка». Ближайшая железнодорожная станция Шумково находится в 39 км. От села идёт автодорога «Молёбка — Корсаки» длиною 26 км и категории IV. Гравий заканчивается в деревне Евдокино, а остальные 8 км до Корсаков асфальтированные.
Автобусное сообщение
Автобусное сообщение до села обеспечивает ИП Немтин А.Д.. В Молёбку ходит автобус ПАЗ-32053 на 25 мест маршрута 102 «Пашёво — Кишерть (ч/з Молёбку)». В районный центр — каждую пятницу и понедельник. Подвоз пассажиров со станции Шумково каждую пятницу и воскресенье..

## Образование и культура
В 2006 году Молёбская ООШ была ликвидирована. Вместе с ней закрыли и детский сад. Эти учреждения посещал 31 человек. С 2006 года молёбские школьники (а их 9 человек, по состоянию на 1 сентября 2015 года) обучаются в селе Осинцево, дошкольники ездят туда же. До 1984 года была коррекционная школа.
С 1952 года жители Молёбки пользуются библиотекой, которая в данный момент расположена в здании музея (бывший ФАП).
Культурно-досуговые заведения села:
- Молёбский сельский клуб (ул. Средняя, 5)
- Молёбская сельская библиотека (ул. Средняя, 5)

Клуб и библиотека являются филиалами Осинцевского культурно-информационного центра. Ежегодно летом при сельском клубе открывается детская площадка, обычно длится она 2 недели. Ежегодно с 2008 года здесь проводится фестиваль «М-ский треугольник: миф и реальность».

## Достопримечательности и архитектура

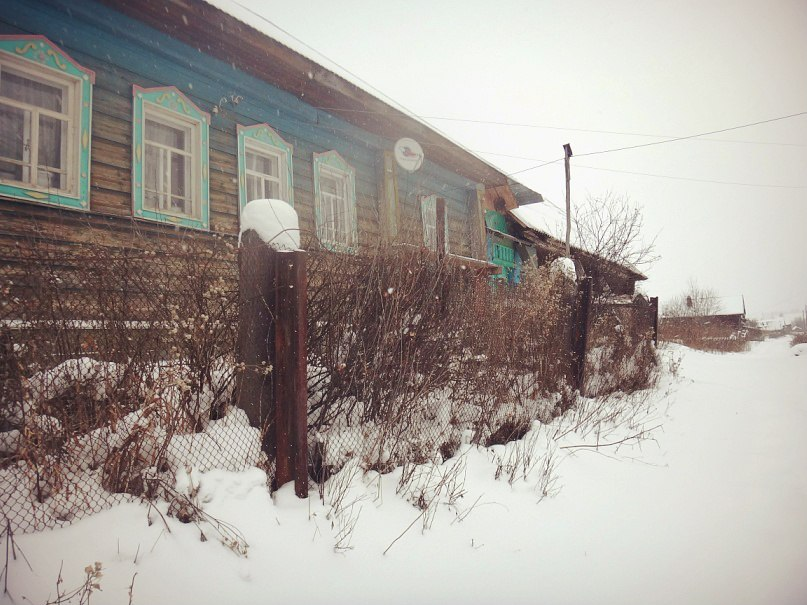
Улица Вальковка зимой 2011 года

Большинство жилых домов в Молёбке деревянные и почти все они дореволюционной постройки. Избы строили без пил, только топором. Дворы у каждого дома — крытые. В селе распространён характерный для заводских поселений тип усадьбы, носящий название «на три коня». Характерным отличием этих построек являются три параллельно расположенные крыши (одна на доме — четырёхскатная, вторая на холодном дворе, третья — на теплом дворе, амбаре, погребе или завозне). Некоторые деревянные дома Молёбки имеют бо́льший размер и четырёхскатные крыши — во время постройки они принадлежали зажиточным рабочим, стремившимся к функциональному делению жилища.
В советское время совхоз строил двухквартирные и одноквартирные дома в западной части села. В восточной части совхоз не построил ни одного дома.
В селе 12 улиц:
- Лежнёвка — 530 м, гравийная и грунтовая
- Вальковка — 500 м, грунтовая
- Нижняя — 1200 м, гравийная и грунтовая
- Верхняя — 1100 м, гравийная
- Средняя — 1050 м, гравийная
- Камень — 250 м, грунтовая
- Петухово — 900 м, грунтовая
- Колокольникова — 500 м, грунтовая
- Набережная — 300 м, грунтовая
- Заключ — 600 м, грунтовая
- Шамарская — 350 м, грунтовая
- Маленькая — 400 м, грунтовая[25]

Главная улица села — Верхняя. В западной части (на 1-й горе) улицы застраивались при строгой планировке, но в восточной в зависимости от рельефа местности (на 2-й горе).
В селе расположены следующие достопримечательности:
- Памятник жертвам гражданской войны[25]
- Каменная стена, защищавшая демидовские склады от пожара, её длина примерно 20 м
- Деревянная плотина (XVIII век)
- Памятник русскому инопланетянину
- «Молёбский гвоздь»

## Русская православная церковь
Колокольня Свято-Троицкой церкви (1806) в настоящий момент частично разрушена; церковь отнесена к категории памятников истории и культуры муниципального значения.
До строительства церкви в Молёбском заводе были часовни. Одна стояла на местном кладбище, другие две на ул. Шамарской и Колокольникове, позже появилась часовня и в Лежнёвке. В 1803 году на средства Демидова началось строительство церкви. Храм был освящён 1 (13) июня 1806 года в честь праздника Святой Троицы, в тот же день посадили сосны и липы. В конце 1860-х годов храм был обнесён оградой, кирпич на которую пожертвовал молёбский купец Н. И. Малелин, ажурные решетки были выкованы на заводе. Закрыта в 1937 году и использовалась как склад.
В 1835 году освящена Покровская единоверческая церковь, в которой в 1935 году расположился клуб, а в 1952 и библиотека. В 1969 году была снесена и в настоящее время на её месте находится арт-объект «Молёбский гвоздь» .
В августе 2017 года впервые из с.Молёбка состоялся многодневный крестный ход "Под Покровом Пресвятой Богородицы". 15 октября 2017 года состоялось освящение фундамента и закладка первого камня восстанавливаемого храма в честь Святой Троицы.

## Аномальная зона
С конца 1980-х годов село стало широко известно как место аномальных явлений, благодаря предполагаемой паранормальной активности. Аномальная зона часто называется «М-ский треугольник».

## Известные молёбцы
- Алексеев Василий Михайлович (1900—1944) — советский военачальник, Герой Советского Союза;
- Бачурин Эмиль Федорович (1935—2009) — первооткрыватель Молёбской аномальной зоны (1984), геолог, автор уфологических публикаций и книг.